# نووترویتسکویه (شهرستان فیودوروفسکی، باشقیرستان)
نووترویتسکویه (انگلیسی: Novotroitskoye, Fyodorovsky District, Republic of Bashkortostan) یک شهرک در شهرستان فیودوروفسکی استان باشقیرستان کشور روسیه است.